# 善書
善書（ぜんしょ）とは、漢籍の分類のひとつで、善行を勧め、悪行を戒めるための通俗的な書物をいう。勧善書（かんぜんしょ）とも呼ぶ。通常は道教と関係づけられるが、それ以外の宗教でも用いられる。
道士によって道観で行われる出家道教に対し、善書は民衆道教の代表的な書物である。

## 歴史
「積善の家に必ず余慶あり」（『易』文言伝）とあるように、人間の善行・悪行が禍福に結びつくという考えは中国では非常に古くから見られる。
東晋の『抱朴子』微旨篇にはすでに人間の善行や悪行を三尸や竈神などが天に報告し、それによって人間の禍福の量が決まるという考え方が見える。また対俗篇には「人間が地仙になるには三百善を、天仙になるには千二百善を積む必要がある」と、善の量を数値化している。
『抱朴子』はなお貴族社会とのつながりが強かったが、宋以降の善書は『抱朴子』を粉本としながらも家族道徳や当時の社会道徳を追加するようになった。
代表的な善書である『太上感応篇』（たいじょうかんのうへん）は南宋の著作と考えられ、『抱朴子』内篇のとくに対俗・微旨両篇を抄録している。
『功過格』（こうかかく）は多種多様のものが存在するが、最も古いものは金時代のもので、行った善行と悪行の量を数値化して測定できようにした、きわめて通俗的な書物である。
明代にはいると、勅撰の勧戒書が多数作られた。とくに明初期の洪武帝、永楽帝、宣徳帝の時代に盛んだった。
道教だけでなく、新興の民衆仏教的な宗教結社（白蓮教、羅教など）の俗経である宝巻にも勧善が取り入れられた。明末の宝巻では三教の融合を重視したため、儒教・道教などの思想も取り入れられた。
明末清初には『陰隲文』（いんしつぶん）と『覚世真経』（かくせいしんきょう）が現れ、『太上感応篇』と合わせて三省篇あるいは三聖経と呼ばれるようになり、これらの善書をひとまとめにして出版することが行われた。『功過格』も各種のものが作られ、これらを集大成した『広功過格新編』、『彙編功過格』、『彙纂功過格』などの書物が現れた。